# Methodenstreit

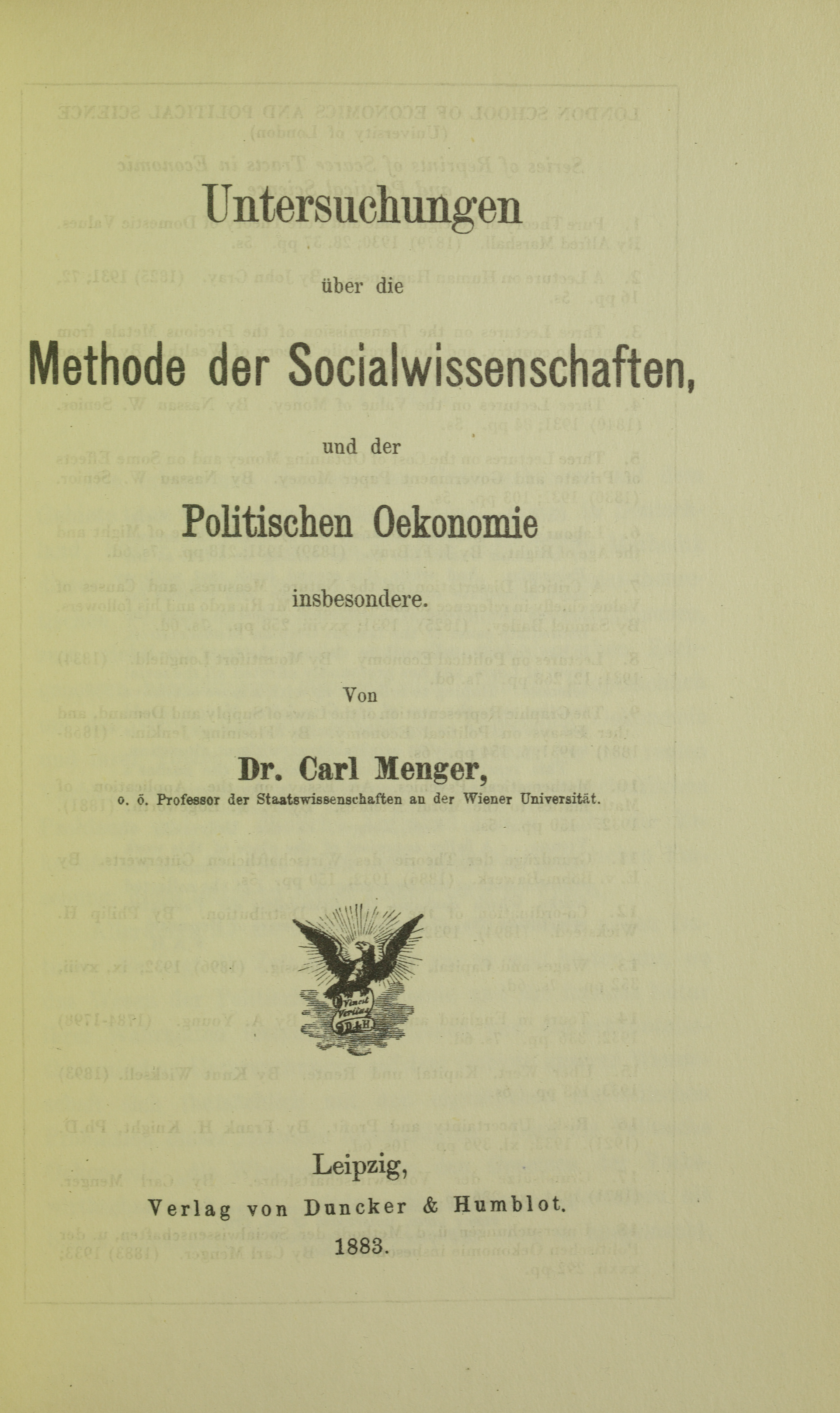
Untersuchungen über das Methode der socialwissenschaften und der politischen Ökonomie insbesondere Karla Mengera, 1933

Methodenstreit (niem. spór o metodę, spór metodologiczny) – w terminologii historii i teorii ekonomii, doktrynalny i personalny konflikt między przedstawicielami ekonomicznej szkoły austriackiej a ekonomicznych szkół historycznych (w szczególności niemieckiej szkoły historycznej) jaki miał miejsce od 1871 roku do połowy XX wieku. 

## Zarys historyczny i ideologiczny
Spór ten powstał w efekcie krytyki jakiej poddali przedstawiciele niemieckiej szkoły historycznej pracę Carla Mengera Grundsätze der Volkswirtschaftslehre (1871). Praca ta, była jednak w zamierzeniu jej autora krytyką klasycznej koncepcji ekonomicznej Smitha, Ricarda i J.S.Milla i ich kontynuatorów. Twórca szkoły austriackiej twierdził, że powodzenie w sprzedaży danego towaru jest skutkiem skutecznego działania konkretnego przedsiębiorcy, a nie efektem działania uniwersalnego prawa. Rozumiejący swoje społeczeństwo przedsiębiorca odpowiednimi działaniami jest w stanie wytworzyć zapotrzebowanie na swój towar, tak samo jak przedsiębiorca ze społeczeństwa wyalienowany może nieskutecznie sprzedawać produkt, na który powinno istnieć rzekomo „obiektywne” zapotrzebowanie.
Klasycy, zdaniem Mengera, nadmiernie ukierunkowują swoje procedury poznawcze na dostrzeganie stanów równowagowych, co powoduje, że traci z oczu czasowy wymiar zdarzeń i zachodzące w czasie relacje przyczynowo-skutkowe i teleologiczne. Dlatego Menger proponował zamianę kategorii konceptualnej equlibrium opisującej zjawiska ekonomiczne jako efekt działania obiektywnego „prawa”, na mocy którego „świat dąży do równowagi” na kategorię procesu naświetlającą kauzalno-teleologiczny i subiektywny wymiar zjawisk, będących efektem działania konkretnych ludzi mających konkretne motywy (przyczyny) podejmowania działań oraz stawiających sobie konkretne cele do zrealizowania.
Również obiektywizacja ludzkich działań czyli wyrażenie ich w kategoriach kwantytatywnych, takich jak: wartość pieniężna materiałów i usług, zdaniem twórcy szkoły austriackiej doprowadza do wyparcia z teorii ekonomicznej refleksji nad subiektywnym aspektem ludzkich działań gospodarczych, czyli mentalnością, etyką, wartościami symbolicznymi. Carl Menger podkreślał, że działanie przedsiębiorcy nie może być zredukowane tylko do jednego aspektu – osiągnięcia kwantytatywnie wymiernego zysku, gdyż jest efektem złożonego procesu decyzyjnego uwarunkowanego całokształtem ludzkiej świadomości, a zatem nie tylko wyidealizowanym rachunkiem zysków i strat, lecz również wartościami etycznymi i estetycznymi, subiektywnym postrzeganiem swojego miejsca w świecie, emocjonalnym odniesieniem do rzeczywistości oraz przede wszystkim historycznie ukształtowaną wiedzą kulturową. Carl Menger podkreślał także, że wiedza historyczna powinna być wzbogacona refleksją teoretyczną. Swoją pracę odczytywał jako takie "teoretyczne wsparcie" dla empirycznych badań niemieckiej szkoły historycznej. Ponieważ jednak praca ta, podobnie jak i późniejsze, została jednak przyjęta nadzwyczaj wrogo właśnie przez środowisko niemieckiej szkoły historycznej „szkoła austriacka” uwikłała się w niechciany i wieloletni „spór metodologiczny”, który spowodował jej odsunięcie się od „szkoły historycznej” bardziej niż wynikało to z pierwotnego stanowiska Carla Mengera.

## Zasadnicze punkty sporu
- Permanentne odrzucanie, najpierw przez myślicieli „szkoły historycznej”, a obecnie przez historyków generalnie, refleksji teoretycznej. Podczas gdy ekonomiści szkoły austriackiej podkreślają podstawową rolę refleksji teoretycznej w badaniach ekonomicznych (wiedza historyczna uzupełnia refleksję teoretyczną - ma rolę pomocniczą).
- Wykorzystywanie przez ekonomistów szkół historycznych (a także marksistów) historycystycznej i organicystycznej koncepcji Władzy (głównie Państwa) dla uzasadniania różnych form interwencjonizmu w gospodarce[3].